# Mr. Wonderful
《Mr. Wonderful》은 1968년 8월 23일에 발매된 영국의 블루스 록 밴드 플리트우드 맥의 두 번째 스튜디오 음반이다. 이 블루스 음반은 인원과 녹음 방법이 다소 변경되었지만 대체로 그들의 데뷔 음반과 유사했다. 이 음반은 보드에 꽂지 않고 믹싱 앰프와 PA 시스템으로 스튜디오에서 라이브로 녹음되었다. 호른 섹션이 소개되었고 치킨 샥의 크리스틴 퍼팩트 (후에 크리스틴 맥비)가 키보드에 참여했다. 그 음반은 녹음하는데 총 4일이 걸렸다. 이 음반은 녹음하는데 총 4일이 걸렸다. 미국에서는 《Mr. Wonderful》이라는 이름으로 발매되지 않았지만 트랙의 약 절반이 《English Rose》에 참여했다.

## 배경
이 밴드는 원래 음반의 제목이 《A Good Length》이기를 원했지만, 이 아이디어는 거부되었지만, 플리트우드에 따르면 음반의 앞면 커버에 "obvious phallic symbol"가 등장했을 것이다. 다음으로 제안된 제목은 《Udder Sucker》이었고, 플리트우드는 커버 아트를 위해 소 아래에서 사진을 찍기 위해 대모의 농장까지 여행했지만, 음반사는 이 아이디어를 거부했다. 플리트우드는 대신 《Mr. Wonderful》의 커버에 나체로 포즈를 취했다.
《Mr. Wonderful》의 확장판은 《The Complete Blue Horizon Sessions 1967–1969》 박스 세트에 포함되었다. 〈Lazy Poker Blues〉라는 노래는 그들의 1971년 음반 《Ma Kelly's Greasy Spoon》에서 스테이터스 쿠오에 의해 커버되었다.

## 반응
| 전문가 평가 | 전문가 평가 |
| 평가 점수   | 평가 점수   |
| 출처        | 점수        |
| ----------- | ----------- |
| AllMusic    | [ 4 ]       |

밴드의 첫 번째 음반인 《Fleetwood Mac》의 큰 성공과 비교할 때, 이 후속곡은 다소 조용한 비판적인 리뷰를 받았다. 올뮤직은 "실망스러운 일"이라고 묘사했다. 네 곡 중 〈Dust My Broom〉, 〈Doctor Brown〉, 〈Need Your Love Tonight〉 그리고 〈Coming Home〉은 모두 동일한 엘모어 제임스 리프로 시작한다. 〈Evenin' Boogie〉는 플리트우드 맥이 발매한 첫 번째 기악였다.

## 곡 목록
| #  | 제목                   | 작사·작곡                    | 재생 시간 |
| -- | ---------------------- | ---------------------------- | --------- |
| 1. | 〈Stop Messin' Round〉 | 피터 그린, 클리퍼드 데이비스 | 2:22      |
| 2. | 〈I've Lost My Baby〉  | 제레미 스펜서                | 4:18      |
| 3. | 〈Rollin' Man〉        | 그린, 데이비스               | 2:54      |
| 4. | 〈Dust My Broom〉      | 엘모어 제임스, 로버트 존슨   | 2:54      |
| 5. | 〈Love That Burns〉    | 그린, 데이비스               | 5:04      |
| 6. | 〈Doctor Brown〉       | J. T. 브라운, 버스터 브라운  | 3:48      |

| #   | 제목                         | 작사·작곡      | 재생 시간 |
| --- | ---------------------------- | -------------- | --------- |
| 7.  | 〈Need Your Love Tonight〉   | 스펜서         | 3:29      |
| 8.  | 〈If You Be My Baby〉        | 그린, 데이비스 | 3:54      |
| 9.  | 〈Evenin' Boogie〉           | 스펜서         | 2:42      |
| 10. | 〈Lazy Poker Blues〉         | 그린, 데이비스 | 2:37      |
| 11. | 〈Coming Home〉              | 제임스         | 2:41      |
| 12. | 〈Trying So Hard to Forget〉 | 그린, 데이비스 | 4:47      |